# アルフレッド・ハーシー
アルフレッド・デイ・ハーシー（Alfred Day Hershey、1908年12月4日 - 1997年5月22日）はアメリカ合衆国の微生物学者で遺伝学者。1969年のノーベル生理学・医学賞を受賞した

## 生涯
ミシガン州のオーウォソーで生まれ、ミシガン州立大学で1930年に化学の学士号を、1934年に博士号を取得した。博士号取得後、短期間セントルイス・ワシントン大学で微生物学の研究を行った。
彼は1940年にイタリア系アメリカ人のサルバドール・エドワード・ルリアと、ドイツ人のマックス・デルブリュックとともにバクテリオファージの実験を行い、2つの異なった株のバクテリオファージが1つの細菌に感染すると、2つのウイルスは遺伝情報を交換することを発見した。
彼は1950年にニューヨークのコールド・スプリング・ハーバー研究所に移り、ワシントン・カーネギー協会の遺伝学分野の研究に加わった。そこで1952年に、彼はマーサ・チェイスとともに非常に有名なハーシーとチェイスの実験を行った。この実験によって、遺伝情報を保持する本体がタンパク質ではなくDNAであるとする、新たな証拠が加わった。
彼は1962年にワシントン・カーネギー協会の責任者となり、1969年にはウイルスの複製と遺伝機構の解明により、ルリア、デルブリュックとともにノーベル生理学・医学賞を受賞した。
ハーシーには、妻ハリエットとの間に、一人息子のピーターがいる。
ハーシーの死後、ファージ研究者のフランク・ストールは次のように語っている。｢我々がしばしば呼ぶファージ教会には、デルブリュック、ルリア、ハーシーの3人が三位一体で祀られている。権威的なデルブリュックは法王、勤勉なルリアは司祭、そしてハーシーは聖人である。｣